# Jack Weston
Jack Weston (Cleveland (Ohio), 21 augustus 1924 - New York, 3 mei 1996) was een Amerikaans acteur. Zijn rollen varieerden van een nietsontziende schurk tot de onhandige goedzak. Jack Weston was bekend om zijn rol als Carlino in de film Wait Until Dark.  Ook stond hij regelmatig op toneel.
Jack Weston is getrouwd geweest met actrice Marge Redmond  en nadien tot zijn dood met Laurie Gilkes (?-1996). Hij was de broer van de filmregisseur Anthony Spinelli.

## Filmografie
- I Want to Live! (1958)
- Stage Struck (1958)
- Imitation of Life (1959)
- The Ten Commandments (1959)
- The Renegade (1960)
- Please Don't Eat the Daisies (1960)
- The Honeymoon Machine (1961)
- All in a Night's Work (1961)
- It'$ Only Money (1962)
- Palm Springs Weekend (1963)
- Mr. and Mrs. (1964)
- The Incredible Mr. Limpet (1964)
- The Cincinnati Kid (1965)
- Mirage (1965)
- Fame Is the Name of the Game (1966)
- Wait Until Dark (1967)
- Ready and Willing (1967)
- Code Name: Heraclitus (1967)
- Now You See It, Now You Don't (1968)
- The Thomas Crown Affair (1968)
- The Counterfeit Killer (1968)
- Cactus Flower (1969)
- The April Fools (1969)
- A New Leaf (1971)
- Fuzz (1972)
- Marco (1973)
- Deliver Us from Evil (1973)
- Chelsea D.H.O. (1973)
- I Love a Mystery (1973)
- Hickey (1976)
- Gator (1976)
- The Ritz (1976)
- Cuba (1979)
- Can't Stop the Music (1980)
- The Four Seasons (1981)
- High Road to China (1983)
- Rad (1986)
- The Longshot (1986)
- Ishtar (1987)
- Dirty Dancing (1987)
- Short Circuit 2 (1988)

## Televisieseries
- Captain Video and His Video Rangers (1949)
- Out There (1951)
- Lux Video Theatre (1952)
- Rod Brown of the Rocket Rangers (1953-1954)
- The Philco Television Playhouse (1955)
- Playwrights '56 (1956)
- Kraft Television Theatre (1956)
- Gunsmoke (1958 en 1965)
- Westinghouse Desilu Playhouse (1958-1960)
- Rescue 8 (1958)
- The DuPont Show of the Month (1958)
- Peter Gunn (1958)
- Mike Hammer (1958)
- The George Burns and Gracie Allen Show (1958)
- Perry Mason (1958)
- The Lawless Years (1959 en 1961)
- Johnny Staccato (1959)
- Playhouse 90 (1959)
- The Untouchables (1959)
- Rawhide (1959)
- The Real McCoys (1959)
- Fibber McGee and Molly (1959)
- Steve Canyon (1959)
- The Twilight Zone (1960 en 1963)
- Thriller (1960 en 1962)
- My Sister Eileen (1960-1961)
- Shirley Temple's Storybook (1960 en 1961)
- Have Gun - Will Travel (1960)
- Markham (1960)
- The Detectives (1960)
- Alfred Hitchcock Presents (1960)
- Philip Marlowe (1960)
- The Hathaways (1961-1962)
- Dr. Kildare (1961)
- General Electric Theater (1961)
- Route 66 (1961)
- Peter Loves Mary (1961)
- Harrigan and Son (1961)
- Sam Benedict (1962)
- The Comedy Spot (1962)
- 1964 Kraft Suspense Theatre (1963)
- The Fugitive (1963)
- Breaking Point (1963)
- Stoney Burke (1963)
- Bob Hope Presents the Chrysler Theatre (1964-1967)
- Burke's Law (1964 en 1965)
- Arrest and Trial (1964)
- Grindl (1964)
- 12 O'Clock High (1965)
- Laredo (1966)
- Vacation Playhouse (1966)
- Bewitched (1966)
- The Man from U.N.C.L.E. (1966)
- Ben Casey (1966)
- CBS Playhouse (1969)
- All in the Family (1972)
- Harold Robbins' 79 Park Avenue (1977)
- Tales of the Unexpected (1979-1980)
- The Four Seasons (1984)
- If Tomorrow Comes (1986)